# Elecciones en Groenlandia
Groenlandia elige una legislatura a nivel nacional. El Parlamento de Groenlandia (Inatsisartut en groenlandés) tiene 31 parlamentarios electos por un plazo de cuatro años por representación proporcional. Groenlandia tiene un sistema multipartidista en el que se disputa entre la independencia y el unionismo y entre la izquierda y la derecha.

### Elecciones
- Elecciones generales de Groenlandia de 1999
- Elecciones generales de Groenlandia de 2018
- Elecciones generales de Groenlandia de 2021
- Elecciones generales de Groenlandia de 2025